# Palacio Ghislieri Aizaghi Malaspina
El Palazzo Ghislieri Aizaghi Malaspina es un palacio en Pavía, Lombardía. 

## Historia y descripción
El palacio existía ya en la segunda mitad del siglo XVII y fue la residencia de los Ghislieri Aizaghi Malaspina, una rama secundaria de los Ghislieri (que fundaron el colegio del mismo nombre en Pavía por iniciativa del Papa Pío V). Los Ghislieri Aizaghi Malaspina, miembros del patriciado de Pavía, fueron elevados en 1683 por el rey de España Carlos II al título de marqueses de Zerbo y Torre Selvatica. En 1771 el marqués Pio Ghislieri Aizaghi Malaspina, durante mucho tiempo juez de las provisiones de la ciudad de Pavía, murió sin herederos y el palacio, junto con otros bienes (entre ellos la importante pinacoteca albergada en el palacio que incluía obras de Perugino, Guercino, Sebastiano Ricci, Morazzone, Francesco Cairo y otros y la gran colección de porcelana china, veneciana y sajona y mayólica pavesa reunida por el marqués) fueron divididos entre los hijos de su hermana Anna: el canónigo Giovanni Tommaso Gallarati, su hermano el conde Giovanni Battista Gallarati Scotti y el conde Alfonso Turconi. Unos años más tarde el palacio pasó a la familia de Pavía compuesta por Silvio y Giovanni Giacomo Selvatico, quienes en 1781 intentaron vender el edificio al gobierno de Viena, que se ocupaba, por cuenta del canciller Wenzel Anton von Kaunitz-Rietberg, de encontrar una ubicación en Pavía para el colegio ilirio, que el emperador José II pretendía trasladar de Bolonia a Pavía, pero la operación fracasó. El fracaso de la operación inmobiliaria obligó a la familia Selvatico a vender el palacio a Giuseppe Antonio Bianconi en 1782. Lazzaro Spallanzani vivió en el palacio durante más de veinte años, instalando en su interior también un pequeño laboratorio, donde murió en 1799. El edificio, con forma de “U”, presenta una fachada rica en estucos, reformada en la segunda mitad del siglo XVIII, mientras que interiormente cuenta con un patio “noble”, a través del cual se accedía al jardín (que fue urbanizado entre los años 1950 y 1960).